# Religija u Turskoj
Religija u Turskoj zastupljena je s nekoliko vjerskih zajednica.

## Povijest
U starom vijeku ovdje su bile poganske vjere Tračana i maloazijskih naroda, Hetita, Urartua i dr., a prostirao se i utjecaj susjednih mezopotamskih i krajeva Plodnog polumjeseca. Na obalama je grčkom kolonizacijom proširila se starogrčka religija. Dolaskom Rimljana uz lokalne kultove proširila se starorimska religija. Bili su nazočni i mitraistički kultovi, kultovi Jupitera Dolichenskog te stare judaističke zajednice. U maloazijske krajeve kršćanstvo je došlo još u ranokršćanskom dobu, i veći dio današnje Turske došao je u dodir s kršćanstvom od 2. do 5. stoljeća. Tradicijski su ovdašnji kršćani pripadali istočnoj Crkvi, uz znatan broj monofizita, osobito na istoku. Do širenja islama, vjerojatan je bio upliv i zaratustrizma na krajnjem istoku, uz granicu s Perzijom. Bizantski su krajevi bili mjestom ekumenskih sabora (Efeški sabor). Bizant je bio bastion istočnog kršćanstva. Velika šizma cementirala je to stanje. Širenje islama postupno dolazi na istočne granice, a pohodi u kršćanskim ratovima na kraju su više naškodili samim kršćanima u Bizantu nego što su zaustavili nadiranje islamskih osvajača. Za križarskih ratova na prostoru današnje Turske pojavilo se nekoliko kratkotrajnih zapadnokršćanskih država. Nakon Turaka Seldžuka, dolaze Turci Osmanlije i oni postupno sve više osvajaju bizantsku državu i potiskuju kršćanstvo. Kroz osmansku državu u Tursku dolaze židovski i armenski trgovci. Od tada sve više raste udio sunitskih muslimana. Susjedna šijitska Perzija nije utjecala na širenje šijitskog islama, niti alavitskog iz Sirije. Pravoslavne je kršćane štitio sustav milleta, a katolici su bili pod stalnim pritiskom kao subverzivni element jer su katoličke države jedine predstavljale pravu ugrozu osmanskoj državi. 19. stoljeće donosi liberalizacije i reforme, pa se u Carigrad doseljavaju zapadnoeuropski poduzetnici, i iz tog razdoblja datiraju katoličke četvrti, crkve i groblja. Potkraj 19. stoljeća dolaze izgoni asirskih, armenskih i grčkih kršćana. U Prvome svjetskom ratu počinjen je genocid nad Armencima, koji suvremene turske vlasti poriču. Nakon grčko-turskog rata 1920-ih uslijedila je velika razmjena stanovništva. Tad je i mnogo turskih kršćana bilo prisiljeno otići, premda su bili Turci, a ne Grci, ali kao kršćane smatrali su ih Grcima. Isto se dogodilo i s grčkim muslimanima, koji iako neturci, zbog pripadnosti islamu smatrani su Turcima. U razdoblju prije i poslije drugog svjetskog rata, muslimani iz balkanskih zemalja su zbog politika tamošnjih država odseljavali u Tursku. Turska je danas većinski zemlja sunitskog islama. Sjedište jednog od velikih patrijarha kršćanskih vjera je u Carigradu (carigradska patrijaršija), najuvaženijeg patrijarha među pravoslavnim poglavarima. Na jugu su biskupije Sirska pravoslavne Crkve. Građanskim ratom u Siriji brojne su izbjeglice iz te zemlje završile u Turskoj, među njima i alavitski muslimani iz Sirije i kršćani Antiohijske patrijaršije.

## Vjerska struktura
Procjene koje navodi CIA govore o sljedećem vjerskom sastavu:
- muslimani (suniti) 99,8%
- ostali 0,2% (uglavnom kršćani i židovske vjere)

## Galerija
- Širenje kršćanstva u Europi i na Sredozemlju.
- Europa u doba velike podjele 1054. godine.
- Religija u Europi, na Sredozemlju i na Bliskom Istoku 1100.